# Piotr Szubarczyk
Piotr Stanisław Szubarczyk (ur. 3 czerwca 1954 w Starachowicach) – polski polonista, nauczyciel, publicysta historyczny i samorządowiec.

## Życiorys
W młodości trenował biegi średniodystansowe w klubie Spójnia Gdańsk. Uzyskał II kategorię szachową. Ukończył studia na Wydziale Humanistycznym Uniwersytetu Gdańskiego. Od 1976 był uczestnikiem opozycji demokratycznej w PRL. Działał w ramach Studenckiego Komitetu Solidarności, Ruchu Młodej Polski, Ruchu Obrony Praw Człowieka i Obywatela. W 1978 na uniwersytecie był organizatorem spotkań na temat cenzury tematyki zbrodni katyńskiej. Redaktor pisma związkowego „Nasz Głos”. Pracował jako nauczyciel szkoły średniej w Bolesławowie. Został delegatem na I Zjazd Regionalny „Solidarności”. Następnie jako nauczyciel był zatrudniony w szkole podstawowej w Goręczynie, gdzie w 1990 został radnym i przewodniczącym rady gminy Goręczyno. W latach 1986–1991 pracował jako nauczyciel w LO w Kartuzach. Współtwórca i redaktor naczelny tygodnika „Gazety Kartuskiej” w latach 1989–1994, został wybrany przewodniczącym Rady Konsultacyjnej Stowarzyszenia Prasy Lokalnej w Polsce. Członek Prezydium Sejmiku  Województwa Gdańskiego, przewodniczący Komisji Edukacji i Kultury Sejmiku, członek Komisji Edukacji Sejmiku Krajowego w latach 1990–1994. W latach 1997–1998 sekretarz gminy miejskiej Starogard Gdański. Został publicystą w dziedzinie historii, głównie czasów najnowszych. Autor kilkuset artykułów, które ukazywały się m.in. w „Naszym Dzienniku”. Od 2001 do 2012 pracował w Biurze Edukacji Publicznej Instytutu Pamięci Narodowej w Gdańsku. Przywrócony do pracy w listopadzie 2014 na podstawie wyroku Sądu Pracy w Gdańsku. W  IPN był kierownikiem referatu Wystaw i Edukacji w oddziale Gdańskim. Był członkiem i wiceprzewodniczący Rady Programowej Radia Gdańsk w latach 2010–2012, zrezygnował z pracy w radzie na znak protestu przeciwko szykanowaniu TV Trwam przez KRRiT. Współpracował z miesięcznikiem „Czas Stefczyka”.
Był konsultantem przy produkcji spektaklu Teatru Telewizji pt. Inka 1946 z 2007 autorstwa Wojciecha Tomczyka, w reżyserii Natalii Korynckiej-Gruz, poświęconego Danucie Siedzikównie ps. „Inka” oraz filmu dokumentalnego pt. Dywizja nastolatków z 2008 w reżyserii Aliny Czerniakowskiej.
W kwietniu 2018 otrzymał karę nagany na piśmie ze wszystkimi konsekwencjami przewidzianymi w kodeksie pracy, w tym i następstwami finansowymi, za zachowania niedopuszczalne dla pracownika Instytutu Pamięci Narodowej jako urzędnika państwowego podczas spotkania konsultacyjnego w Domu Kultury w Czarnem.
W 2023 bez powodzenia ubiegał się o mandat poselski z list Prawa i Sprawiedliwości w okręgu nr 25. Kandydował w wyborach samorządowych w 2024 na urząd prezydenta Starogardu Gdańskiego, został pokonany przez ubiegającego się o reelekcję prezydenta Janusza Stankowiaka, zdobywając 20,93% poparcia. W tych samych wyborach uzyskał mandat radnego miasta Starogard Gdański.
Na wniosek byłych więźniów politycznych prezydent RP Bronisław Komorowski przyznał mu, 1 kwietnia 2011, Krzyż Kawalerski Orderu Odrodzenia Polski za „wybitne zasługi w upowszechnianiu wiedzy o najnowszej historii Polski”. W 2022 odznaczono go Krzyżem Oficerskim Orderu Odrodzenia Polski.
Jest członkiem Kolegium Polskiego Stowarzyszenia Morskiego-Gospodarczego im. E. Kwiatkowskiego.
Wszedł w skład komitetu wspierającego kandydaturę Karola Nawrockiego na prezydenta RP w wyborach w 2025.

## Publikacje
- Sierakowice na Kaszubach (2006, współautor: Czesław Pobłocki)
- „Powiedzcie mojej babci, że zachowałam się jak trzeba…”: Danuta Siedzikówna „Inka” (*3 IX 1928 +28 VIII 1946) (2008)
- W cieniu czerwonej gwiazdy. Zbrodnie sowieckie na Polakach 1917–1956 (2010)
- Czerwona apokalipsa. Agresja Związku Sowieckiego na Polskę i jej konsekwencje (2014)